# Skupina armád Jih
Skupina armád Jih (německy Heeresgruppe Süd), byla německá skupina armád za druhé světové války.

## Data existence Skupiny armád Jih
- 1) 18. srpen 1939 – 15. říjen 1939
- 2) ?. červen 1941 – 13. červenec 1942
- 3) 12. únor 1943 – 31. březen 1944
- 4) 23. září 1944 – ?. duben 1945

## Polská kampaň

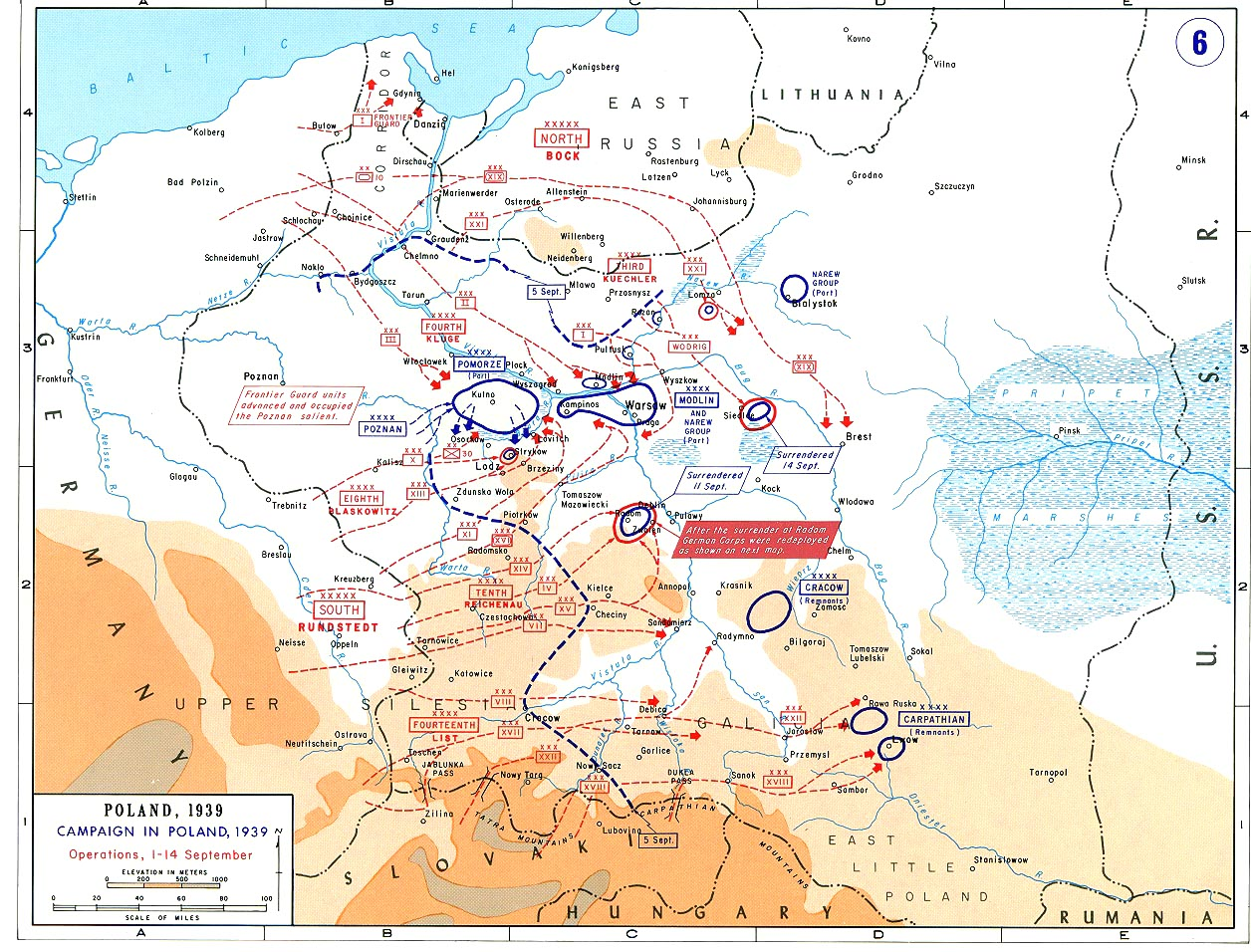
Německá invaze do Polska.

Velitelství Skupiny armád Jih vzniklo z velitelství Armee-Oberkommandos 12 18. srpna 1939, pro potřeby invaze do Polska. Jejím prvním velitelem se stal Generálplukovník Karl Gerd von Rundstedt, kterému dělal náčelníka štábu generálporučík Erich von Manstein. Invaze do Polska byla vedena Skupinou armád Sever, z oblasti východního Pruska) a Skupinou armád Jih na hlavním směru ze Slezska. Skupina armád Jih byla složena ze třech armád (8. armáda, 10. armáda, 14. armáda) a podporována 4. leteckou armádou. Ofenzíva proti slabšímu protivníkovi, proběhla bez větších problémů a do konce prvního měsíce se zhroutil organizovaný odpor polských armád. Od 8. října 1939 byla Skupina armád Jih zároveň Hlavním velitelstvím Východ (Oberbefehlshaber Ost). V polovině téhož měsíce bylo velitelství Skupiny armád Jih přeloženo na západní frontu pod názvem Skupina armád A.

## Operace Barbarossa a Operace Blau

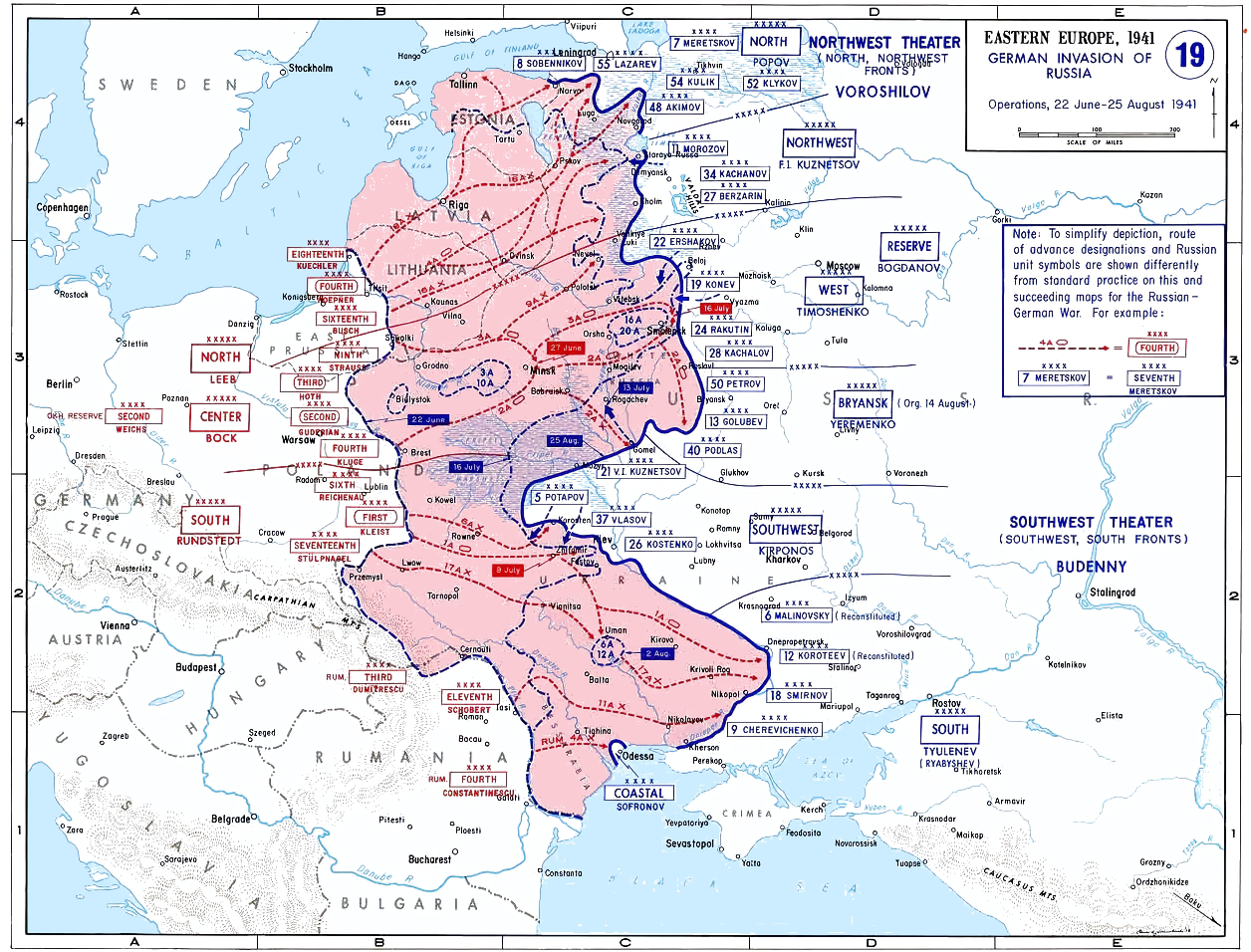
Situace na východní frontě v srpnu 1941.

K plánované invazi do SSSR (Operace Barbarossa), bylo opět vytvořena Skupina armád Jih z velitelství Skupiny armád A. Velitelem Sk. armád Jih se opět stal generál polní maršál von Rundstedt, kterému nyní dělal náčelníka štábu generál pěchoty Georg von Sodenstern. Ke dni 22. 6. 1941, měla Skupina armád Jih tři armády (6. armáda, 11. armáda, 17. armáda), 1. tankovou skupinu a jako podporu 4. leteckou armádu. Zároveň do její oblasti spadala 3. a 4. armáda Rumunska, také pod Skupina armád Jih bojovala Slovenská Rychlá divize. Právě Sk. armád Jih narazila (ze tří Skupin armád které útočily v SSSR) na největší odpor, který byl způsoben velkou koncentrací sovětských vojsk na západní Ukrajině. Zatímco Skupina armád Střed rozrazila a zničila velkou část sovětských vojsk v Bělorusku již začátkem července, Sk. armád Jih se podařilo zničit větší část protivníkových sil až v oblasti Kyjeva v druhé polovině srpna. Její armády od září útočili na Krym, Rostov na Donu a do oblastí východní Ukrajiny. V té době měla Skupina armád Jih již velké problémy se ztrátami, s logistikou (přes řeku Dněpr měla jen jeden železniční most) a s rozlehlostí sovětského území, které rozmělňovalo její údernou sílu. Během prosincových bojů ztratila dobyté přístavní město Rostov a východní část Krymu při sovětských ofenzívách, které v druhé polovině zimy po krvavých bojích skončily na mrtvém bodě. K 1. prosinci 1941, byl po opakovaných sporech s Adolfem Hitlerem odvolán polní maršál von Rundstedt a nahrazen prověřeným nacionálním socialistou původně velitelem 6. armády generálem polním maršálem Walterem von Reichenau. Nový velitel Skupiny armád Jih ovšem již za měsíc a půl 15. ledna 1942 dostal infarkt a během leteckého transportu do Německa, o dva dny později, jeho letoun při mezipřistání ve Lvově havarovalo a von Reichenau zemřel. Velitelem Skupiny armád Jih byl tedy jmenován 16. ledna 1942 generál polní maršál Fedor von Bock.

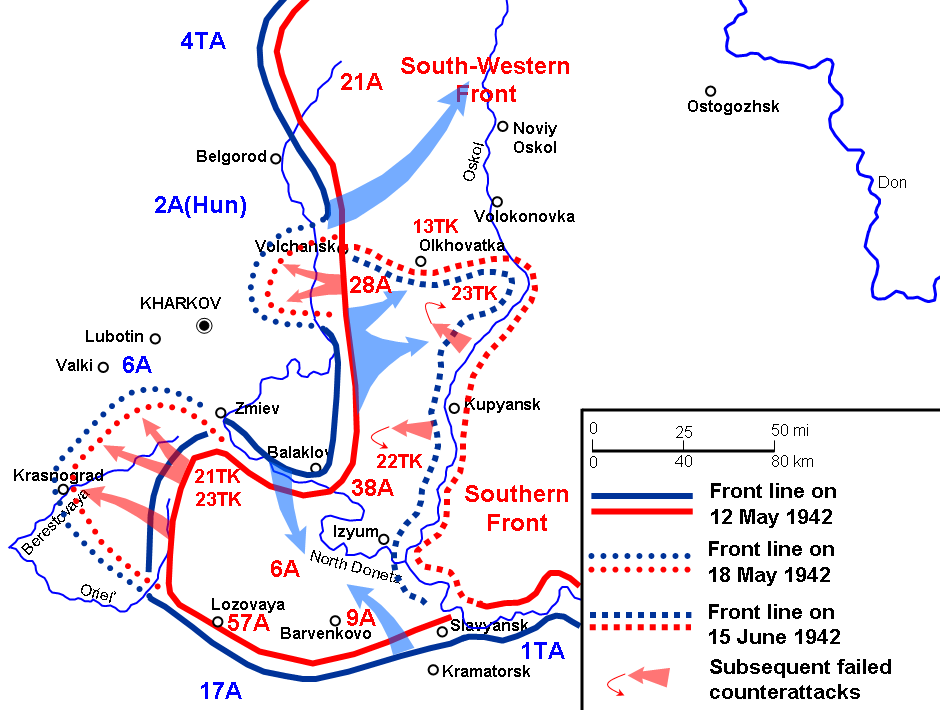
Zničení sovětských vojsk u Charkova a začátek operace Blau.

Na léto roku 1942 byla naplánována ofenzivní Operace Blau právě na úseku Skupiny armád Jih. Po odražení sovětské ofenzívy u Charkova, přešla německá Sk. armád Jih v červnu do útoku. Měla k dispozici celkem pět armád z toho dvě tankové (2. armáda, 6. armáda, 4. tanková armáda, 1. tanková armáda a 17. armáda), zároveň v průběhu operace byla posílena čtyřmi armádami spojenců Německa (2. maďarská armáda, 8. italská armáda, 3. a 4. rumunská armáda), Skupina armád Jih byla také podporována nadále 4. leteckou armádou. V průběhu Operace Blau byl odvolán Fedor von Bock pro vedení příliš zdlouhavého boje v oblasti Voroněže, ve skutečnosti opět pro jeho spory s Hitlerem, které jej již v prosinci minulého roku stály odvolání z velení Skupiny armád Střed. Zároveň byla 13. července vojska Skupiny armád Jih rozdělena mezi dvě nově vzniklé Skupiny armád A a B. Velitelství Skupiny armád Jih bylo přejmenováno na velitelství Skupiny armád B, kterému velel von Weichs. Skupina armád A podléhala přímo Adolfu Hitlerovi.

## Bitva u Kurska a obrana Ukrajiny

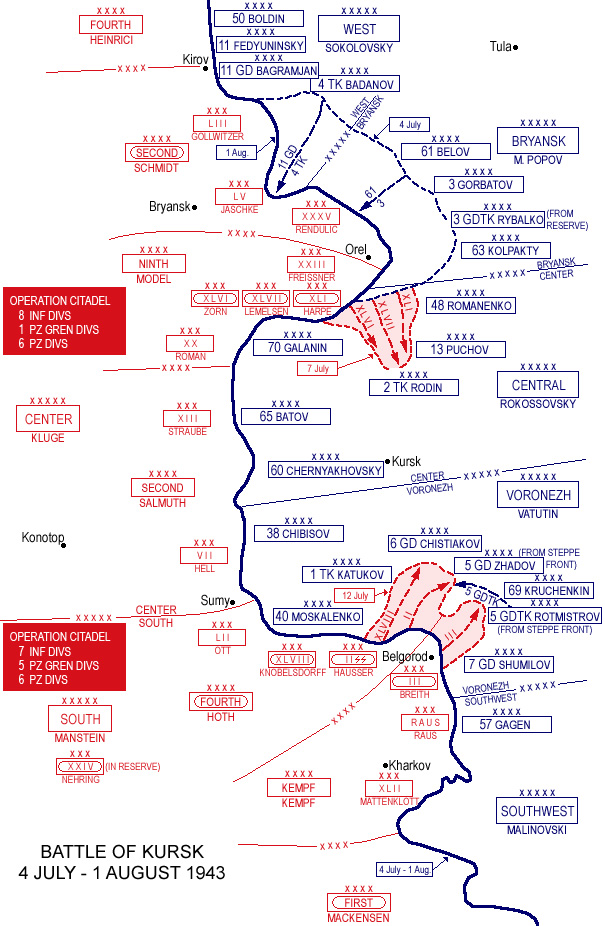
Bitva u Kurska

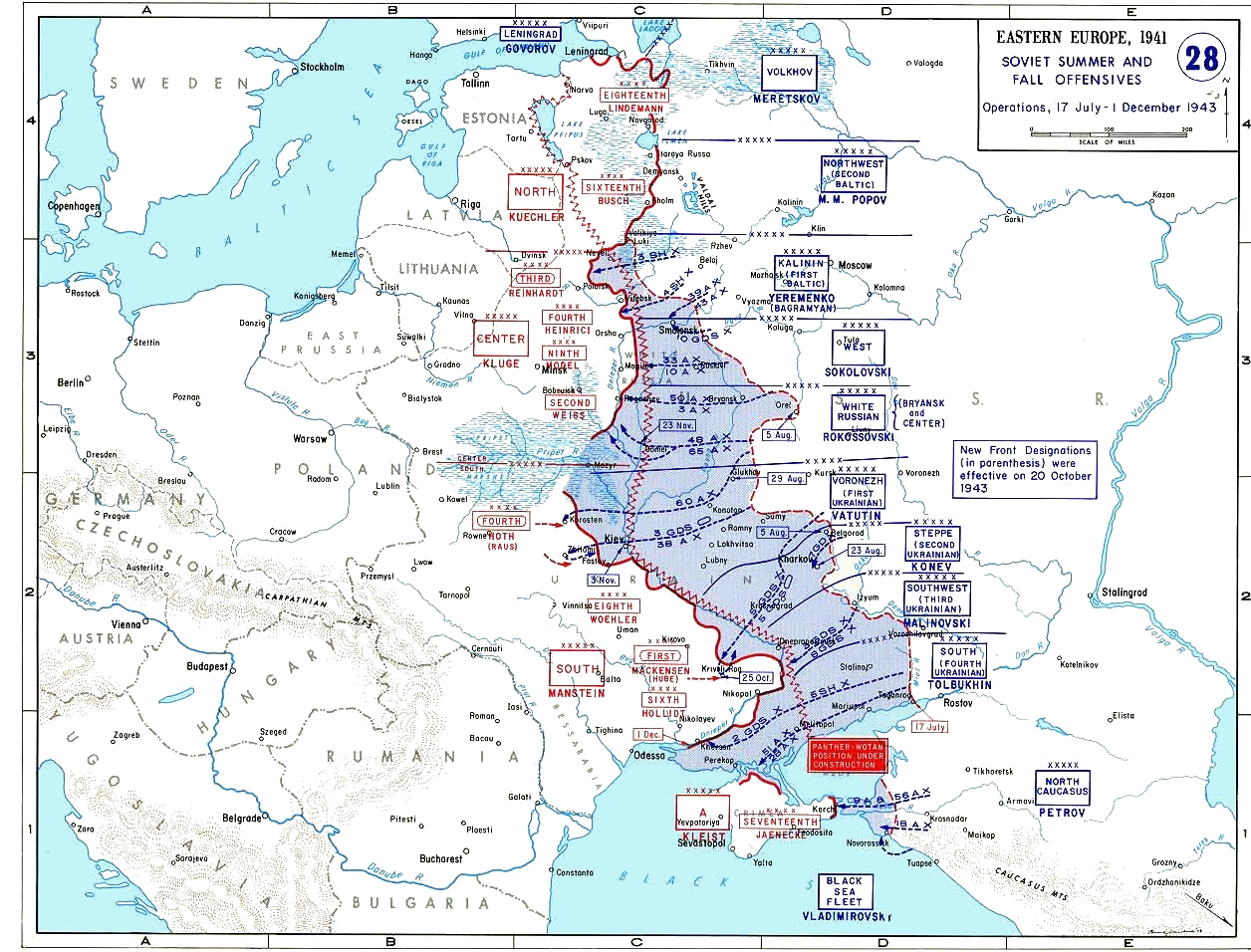
Situace na východní frontě v prosinci 1943.

12. února 1943 vznikla opět Skupina armád Jih přejmenováním z velitelství Skupiny armád Don (Heeresgruppe Don). Jejím velitelem se stal generál polní maršál Erich von Manstein a náčelníkem štábu se stal Mansteinův oblíbenec generál pěchoty Theodor Busse. V té době vojska Skupiny armád Jih ustupovala z východní Ukrajiny a z Kavkazu přes Rostov na Donu. Zároveň v oblasti Charkova přešla část vojsk skupiny armád do ofenzívy (známé též jako Mansteinova jarní ofenzíva) při které se podařilo Němcům zničit velkou část sovětských obrněných jednotek v oblasti a dobýt zpátky Charkov a Bělgorod, čímž se stabilizovala fronta u Skupiny armád Jih.
Na léto roku 1943, byla opět plánována nová německá ofenzíva s názvem Operace Citadela. V té době měla Skupina armád Jih k dispozici tři armády, z toho dvě tankové (4. tanková armáda, 6. armáda, 1. tanková armáda) a armádní skupinu "Kempf", i nadále byla podporována 4. leteckou armádou. Německá ofenzíva byla ale brzy utopena v krvi obránců i útočníků. A do konce roku 1943 ustoupila Skupina armád Jih pod náporem sovětských armád, z východní Ukrajiny a vyklidila město Kyjev poté, když se podařilo sovětským vojskům překonat řeku Dněpr. I první čtvrtletí roku 1944 bylo plné ústupových bojů na západní Ukrajině. Situace se navíc vyhrotila, když bylo na začátku roku vyřazeno několik německých divizí, které sovětská vojska obklíčila v Čerkašské kapse. Do konce března 1944 sovětská vojska, v oblasti Skupiny armád Jih, dosáhla původních sovětsko-polských hranic a blížila se k hranicím s Maďarskem a Rumunskem. 31. března 1944 byl odvolán generál polní maršál von Manstein a Skupina armád Jih byla přejmenována na Skupinu armád Severní Ukrajina (Heeresgruppe Nordukraine), pod velením generála polního maršála Waltera Modela.

## Obranné boje koncem války

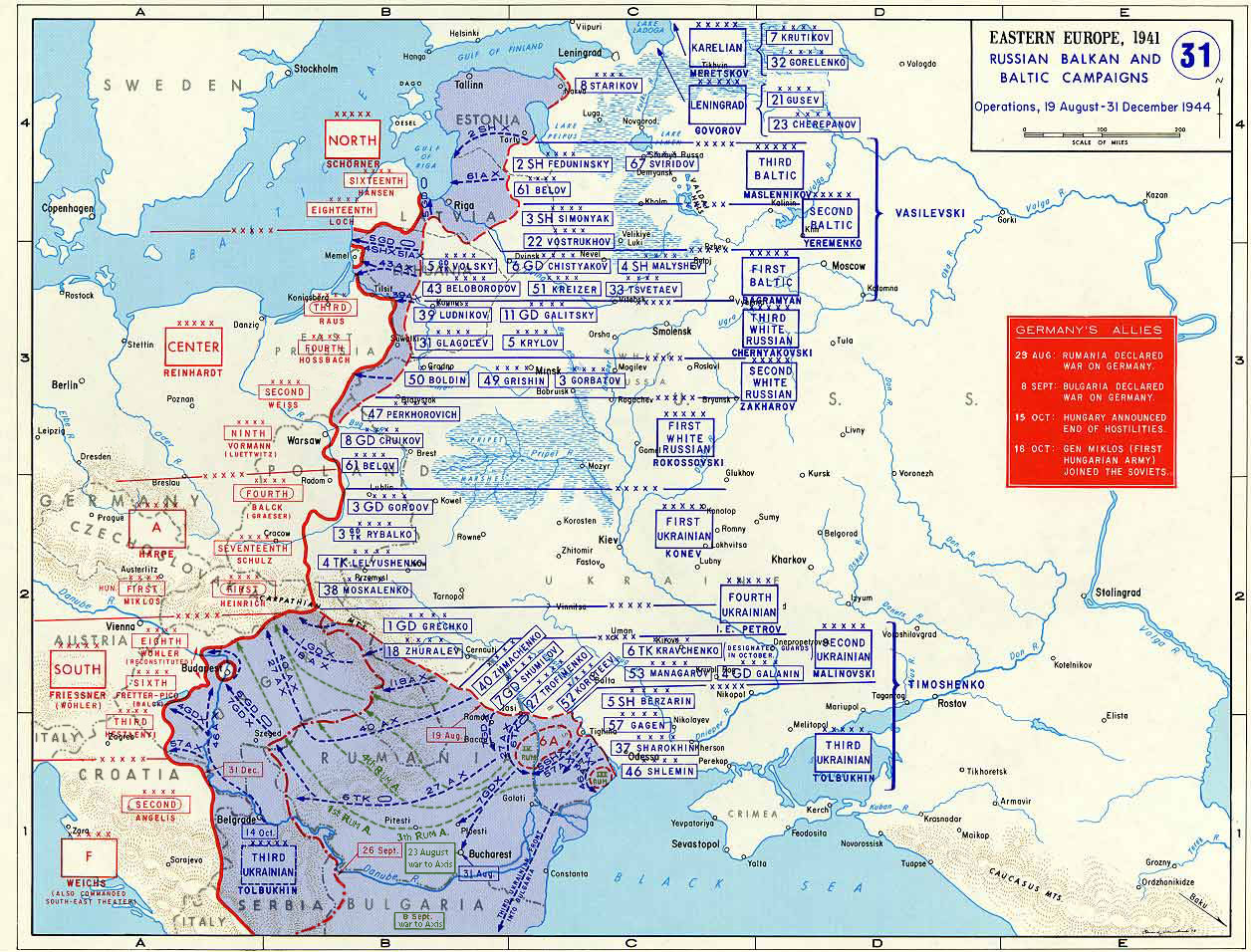
Situace na východní frontě v prosinci 1944.

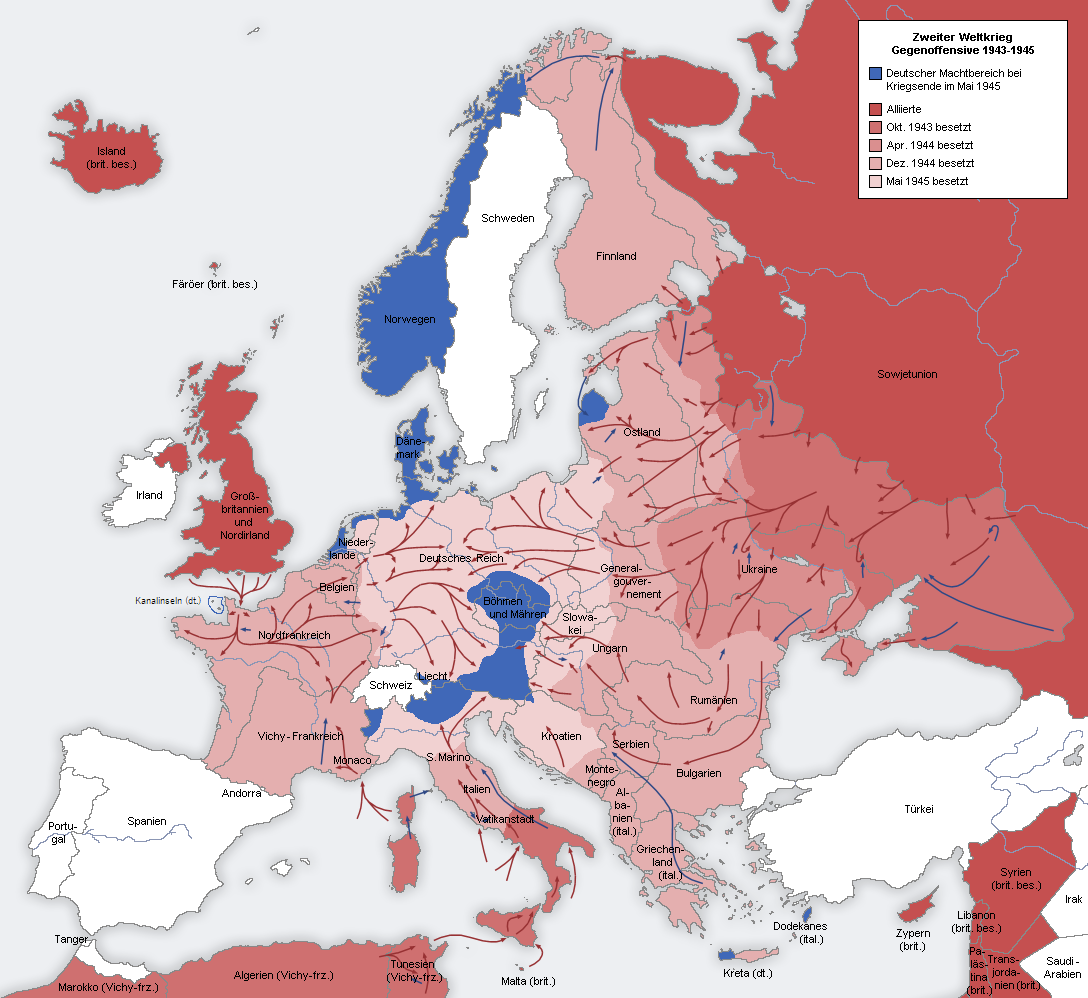
Situace na konci války.

Skupina armád Jih ještě naposled vznikla 23. září 1944 ze zbytků Skupiny armád Jižní Ukrajina (Heeresgruppe Südukraine). Jejím velitelem se stal generálplukovník Johannes Frießner. Papírově mělo jít o silné uskupení armád, ale v té době byla bojová hodnota této Skupiny armád již velmi nízká, některé jednotky neměly ani 1/5 stavu, jiné jednotky byly tvořeny jen velitelstvím. Navíc byla neustále skupina armád vystavena sovětsko-rumunským útokům. Během obrany Maďarska byla velká část jejích sil obklíčena u Budapešti, včetně maďarských svazků. Skupina armád Jih přesto sehrála hlavní roli v Operaci Jarní probuzení u maďarského jezera Balaton v březnu 1945, pod taktovkou nového velitele generála pěchoty Otto Wöhlera, který byl po předvídaném neúspěchu operace odvolán a nahrazen generálplukovníkem Dr. Lotharem Rendulicem. V dubnu 1945, během bojů v Rakousku ještě stačila Skupina armád Jih vyměnit znovu velitele za generála pěchoty Friedricha Schulze. Téhož měsíce byla naposledy přejmenována na Skupinu armád Východní marka (Heeresgruppe Ostmark) a definitivně zmizela ze scény.

## Velitelé a náčelníci štábu Skupiny armád Jih
Velitelé
- 18. srpen 1939 – 15. říjen 1939 – Generálplukovník Gerd von Rundstedt
- ?. červen 1941 – 1. prosinec 1941 – Generál polní maršál Gerd von Rundstedt
- 1. prosinec 1941 – 16. leden 1942 – Generál polní maršál Walter von Reichenau
- 16. leden 1942 – 13. červenec 1942 – Generál polní maršál Fedor von Bock
- 12. únor 1943 – 31. březen 1944 – Generál polní maršál Erich von Manstein
- 23. září 1944 – 28. prosinec 1944 – Generálplukovník Johannes Frießner
- 28. prosinec 1944 – 25. březen 1945 – Generál pěchoty Otto Wöhler
- 25. březen 1945 – 2. duben 1945 – Generálplukovník Dr. Lothar Rendulic
- 2. duben 1945 – ?. duben 1945 – Generál pěchoty Friedrich Schulz

Náčelníci štábu
- 18. srpen 1939 – 15. říjen 1939 – Generálporučík Erich von Manstein
- ?. červenec 1941 – 13. červenec 1942 – Generál pěchoty Georg von Sodenstern
- 12. únor 1943 – 31. březen 1944 – Generálporučík Theodor Busse
- 23. září 1944 – ?. duben 1945 – ?

## Skupina armád Jih k 1. září1939
Skupina armád Jih – generálplukovník Gerd von Rundstedt / náčelník štábu generálporučík Erich von Manstein
- 8. armáda – generál pěchoty Johannes Blaskowitz / náčelník štábu generálmajor Hans Gustav Felber
  - X. armádní sbor – generál dělostřelectva Wilhelm Ulex
  - XIII. armádní sbor – generál jezdectva Maximilian von Weichs
- 10. armáda – Generál dělostřelectva Walter von Reichenau / náčelník štábu generálmajor Friedrich Paulus
  - IV. armádní sbor – generál pěchoty Viktor von Schwedler
  - XI. armádní sbor – generál dělostřelectva Emil Leeb
  - XIV. motorizovaný sbor – generál pěchoty Gustav von Wietersheim
  - XV. motorizovaný sbor – generál pěchoty Hermann Hoth
  - XVI. motorizovaný sbor – generál pěchoty Erich Höpner
- 14. armáda – generál pěchoty Wilhelm List / náčelník štábu generálmajor Eberhard von Mackensen
  - VIII. armádní sbor – generál pěchoty Ernst Busch
  - XVII. armádní sbor – generál pěchoty Werner Kienitz
  - XVIII. armádní sbor – generál pěchoty Eugen Beyer
  - XXII. motorizovaný sbor – generál jezdectva Ewald von Kleist
- VII. armádní sbor – generál pěchoty Eugen von Schobert
- Armádní skupina (slovenská) – generál II. třídy Ferdinand Čatloš
- 4. letecká armáda – generál letectva Alexander Löhr / náčelník štábu plukovník Günther Korten
  - 2. letecká divize – generálmajor Bruno Loerzer
  - Letecké velitelství zvláštního určení Wolfram von Richthofen

## Skupina armád Jih k 22. červnu1941
Skupina armád Jih – Generál polní maršál Gerd von Rundstedt / náčelník štábu generál pěchoty Georg von Sodenstern
- 6. armáda – Generál polní maršál Walter von Reichenau / náčelník štábu generálmajor Ferdinand Heim
  - XVII. armádní sbor – Generál pěchoty Werner Kienitz
  - XXIX. armádní sbor – Generál pěchoty Hans von Obstfelder
  - XLIV. armádní sbor – Generál pěchoty Fritz Koch
  - LV. armádní sbor – Generál pěchoty Erwin Vierow
- 11. armáda – Generálplukovník Eugen von Schobert / náčelník štábu generálmajor Otto Wöhler
  - XI. armádní sbor – Generál pěchoty Johann von Kortzfleisch
  - XXX. armádní sbor – Generál pěchoty Hans von Salmuth
  - LIV. armádní sbor – Generál jezdectva Erik Hansen
- 17. armáda – Generál pěchoty Karl Heinrich Stülpnagel / náčelník štábu generálmajor Vincenz Müller
  - IV. armádní sbor – Generál pěchoty Viktor von Schwedler
  - IL. horský sbor – Generál pěchoty Ludwig Kübler
  - LII. armádní sbor – Generál pěchoty Kurt von Briesen
- 1. tanková skupina – Generálplukovník Ewald von Kleist / náčelník štábu generálmajor Kurt Zeitzler
  - III. motorizovaný sbor – Generál jezdectva Eberhard von Mackensen
  - XIV. motorizovaný sbor – Generál pěchoty Gustav von Wietersheim
  - XLVIII. motorizovaný sbor – Generál tankových jednotek Werner Kempf
- 3. armáda (rumunská) – Petre Dumitrescu
- 4. armáda (rumunská) – Nicolae Ciupercă
- 4. letecká armáda – Generálplukovník Alexander Löhr / náčelník štábu plukovník Günther Korten
  - IV. letecký sbor – Generál letectva Kurt Pflugbeil
  - V. letecký sbor – Generál letectva Robert von Greim
  - II. protiletadlový sbor – Generálporučík Otto Desloch

## Skupina armád Jih k 10. květnu1942
Skupina armád Jih – Generál polní maršál Fedor von Bock / náčelník štábu generál pěchoty Georg von Sodenstern
- 2. armáda – Generálplukovník Maximilian von Weichs / náčelník štábu generálmajor Gustav Harteneck
  - VII. armádní sbor – Generál dělostřelectva Ernst Hell
  - LV. armádní sbor – Generál pěchoty Erwin Vierow
- 6. armáda – Generál tankových jednotek Friedrich Paulus / náčelník štábu generálmajor Arthur Schmidt
  - VIII. armádní sbor – Generál dělostřelectva Walter Heitz
  - XVII. armádní sbor – Generál pěchoty Karl Strecker
  - XXIX. armádní sbor – Generál pěchoty Hans von Obstfelder
  - LI. armádní sbor – Generál pěchoty Hans Wolfgang Reinhard
- 11. armáda – Generálplukovník Erich von Manstein / náčelník štábu generálmajor Friedrich Schulz
  - XXX. armádní sbor – Generálporučík Maximilian Fretter-Pico
  - XLII. armádní sbor – Generál pěchoty Franz Mattenklott
  - LIV. armádní sbor – Generál jezdectva Erich Hansen
  - VII. armádní sbor (rumunský) – Divizní generál Florea Mitranescu
  - Horský sbor (rumunský) – Divizní generál Gheorghe Avramescu
  - VIII. letecký sbor – Generál letectva Wolfram von Richthofen
- 17. armáda – Generál pěchoty Richard Ruoff / náčelník štábu generálmajor Vincenz Müller
  - IV. armádní sbor – Generál pěchoty Viktor von Schwedler
  - XI. armádní sbor – Generál pěchoty Joachim von Kortzfleisch
  - XLIV. armádní sbor – Generál dělostřelectva Maximilian de Angelis
  - LII. armádní sbor – Generál pěchoty Eugen Ott
  - VI. armádní sbor (rumunský) – Sborový generál Corneliu Dragalina
- 1. tanková armáda – Generálplukovník Ewald von Kleist / náčelník štábu generálmajor Ernst Fäckenstedt
  - III. motorizovaný sbor – Generál jezdectva Eberhard von Mackensen
  - XIV. motorizovaný sbor – Generál pěchoty Gustav von Wietersheim
  - IL. horský sbor – Generál horských myslivců Rudolf Konrad
  - Rychlý sbor (italský) – Generál zbraní Giovanni Messe
  - Jezdecký sbor (rumunský) – Divizní generál Mihail Racovitza
- IV. armádní sbor (maďarský) – generálmajor Lajos Csatay von Csatay
- 4. letecká armáda – Generálplukovník Alexander Löhr / náčelník štábu generálmajor Günther Korten
  - I. letecký sbor – Generál letectva Helmuth Förster
  - IV. letecký sbor – Generál letectva Kurt Pflugbeil
  - I. protiletadlový sbor – Generálporučík Otto Desloch

## Skupina armád Jih k 15. březnu1943
Skupina armád Jih – Generál polní maršál Erich von Manstein / náčelník štábu generálporučík Theodor Busse
- 6. armáda – Generál pěchoty Karl Hollidt / náčelník štábu generálmajor Max Bork
  - XVII. armádní sbor – Generál pěchoty Walther Schneckenburger
  - XXIX. armádní sbor – Generál pěchoty Hans von Obstfelder
  - Miethova sborová skupina – Generálporučík Friedrich Mieth
  - Armádní sbor pro zvláštní účely – ?
- Kempfova armádní skupina – Generál tankových jednotek Werner Kempf / náčelník štábu generálmajor Hans Speidl
  - Rausův armádní sbor – Generálporučík Erhard Raus
- 1. tanková armáda – Generál tankových jednotek Eberhard von Mackensen / náčelník štábu generálmajor Ernst Fäckenstendt
  - III. tankový sbor – Generálporučík Hermann Breith
  - XXX. armádní sbor – Generál dělostřelectva Maximilian Fretter-Pico
  - XL. armádní sbor – ?
- 4. tanková armáda – Generálplukovník Hermann Hoth / náčelník štábu generálmajor Friedrich Fangohr
  - XLVIII. tankový sbor – Generál tankových jednotek Otto von Knobelsdorff
  - LVII. tankový sbor – Generál tankových jednotek Friedrich Kirchner
  - Tankový sbor SS – SS-Obergruppenführer Paul Hausser
- 4. letecká armáda – Generál polní maršál Wolfram von Richthofen / náčelník štábu plukovník Karl Heinz Schulz

## Skupina armád Jih k 25. prosinci1943
Skupina armád Jih – generál polní maršál Erich von Manstein / náčelník štábu generálporučík Theodor Busse
- 8. armáda – generál pěchoty Otto Wöhler / náčelník štábu plukovník Hans Speidl
  - III. tankový sbor – generálporučík Fritz Schulz
  - XI. armádní sbor – generál dělostřelectva Wilhelm Stemmermann
  - XLVII. armádní sbor – generálporučík Rudolf von Bünau
- 1. tanková armáda – generál tankových jednotek Hans Valentin Hube / náčelník štábu generálmajor Walther Wenck
  - IV. armádní sbor – generál pěchoty Friedrich Mieth
  - XXIX. armádní sbor – generál tankových jednotek Erich Brandenberger
  - XXX. armádní sbor – generál dělostřelectva Maximilian Fretter-Pico
  - XL. tankový sbor – generál horských myslivců Ferdinand Schörner
  - LII. armádní sbor – generálporučík Hans Karl Scheele
  - LVII. tankový sbor – generál tankových jednotek Hans Karl von Esebeck
- 4. tanková armáda – generál tankových jednotek Erhard Raus / náčelník štábu plukovník Friedrich Fangohr
  - VII. armádní sbor – generál dělostřelectva Ernst Hell
  - XIII. armádní sbor – generál pěchoty Arthur Hauffe
  - XXIV. tankový sbor – generál tankových jednotek Walther Nehring
  - XLII. armádní sbor – generál pěchoty Anton Dostler
  - XLVIII. tankový sbor – generálporučík Hermann Balck
  - LIX. armádní sbor – generál pěchoty Kurt von Chevallerie
- LXII. armádní sbor – generál pěchoty Ferdinand Neuling
- 4. letecká armáda – generálplukovník Otto Desloch / náčelník štábu plukovník Karl Heinz Schulz